# Nationaal park Danau Sentarum
Nationaal park Danau Sentarum is een nationaal park in Indonesië. Het ligt in de provincie West-Kalimantan op het eiland Borneo, nabij de stad Pontianak.